# Variola
Variola is een geslacht van straalvinnige vissen uit de familie van zaag- of zeebaarzen (Serranidae). Het geslacht is voor het eerst wetenschappelijk beschreven in 1839 door Swainson.

## Soorten
- Variola albimarginata Baissac, 1953
- Variola louti Forsskål, 1775 – Maanstaartjuweelbaars